# Championnat de France de baseball 2015
Navigation
2014 2016
Le Championnat de France de baseball de Division 1 2015 regroupe les huit meilleures équipes françaises de baseball.
| \| Beaucaire Montpellier Paris Rouen Savigny Sénart Toulouse Chartres \| Localisation des clubs engagés dans le championnat. |
| Beaucaire Montpellier Paris Rouen Savigny Sénart Toulouse Chartres                                                           |

## Déroulement
La saison régulière se déroule sur 14 journées, soit 28 matches par équipe. Les six premiers de la saison régulière s'affrontent lors des séries éliminatoires. Le 3e affronte le 6e et le 4e le 5e au meilleur des cinq rencontres en 1/4 de finale. Les gagnants passent en demi-finale où ils affrontent les deux premiers de la saison (automatiquement qualifiés pour les 1/2). Les vainqueurs s'affrontent pour le titre dans une finale au meilleur des 5 matchs.
Pour la relégation, les 7e et 8e se rencontrent dans un match de maintien au meilleur des 5 matchs. Le vainqueur se maintient en 1re division, alors que le perdant doit affronter le champion de la 2e division dans un match de barrage pour un maintien en 1re division.

## Clubs
Les tenant du titre sont les Templiers de Sénart de Savigny-le-Temple (Seine-et-Marne). Il n'y a pas de promu puisque le vainqueur des barrages de la saison 2014 est le French Cubs de Chartres qui était déjà pensionnaire de Division 1.
Clubs de l'édition 2015 :
| Equipe                    | Ville                              | Stade                                      | Titres |
| ------------------------- | ---------------------------------- | ------------------------------------------ | ------ |
| Chevaliers de Beaucaire   | Beaucaire (Gard)                   | Terrain de Baseball Municipal de Beaucaire | 0      |
| French Cubs de Chartres   | Chartres (Eure-et-Loir)            | Terrain de Gellainville                    | 0      |
| Barracudas de Montpellier | Montpellier (Hérault)              | Greg Hamilton baseball park                | 3      |
| Paris Université Club     | Paris                              | Stade Pershing                             | 22     |
| Huskies de Rouen          | Rouen (Seine-Maritime)             | Terrain Pierre-Rolland                     | 10     |
| Lions de Savigny-sur-Orge | Savigny-sur-Orge (Essonne)         | Parc Jean-Moulin                           | 5      |
| Templiers de Sénart       | Savigny-le-Temple (Seine-et-Marne) | Stade des Templiers                        | 1      |
| Stade toulousain baseball | Toulouse (Haute-Garonne)           | Stade Kandy-Nelson                         | 0      |

## Saison régulière

### Matchs
| Résultats (▼dom., ►ext.)                                   | BEA       | MON       | PUC       | ROU       | SAV       | SEN      | STB       | CHA      |
| Beaucaire Chevaliers                                       |           | 4-1 11-6  | 5-2 10-15 | 0-11 1-8  | 2-4 7-6   | 4-7 5-11 | 10-9 3-5  | 6-5 5-8  |
| Montpellier Barracudas                                     | 6-0 6-1   |           | 4-6 11-0  | 4-18 0-14 | 12-0 11-0 | 0-2 9-0  | 9-4 1-6   | 4-1 4-3  |
| Paris UC                                                   | 10-0 1-6  | 3-8 3-9   |           | 7-8 2-10  | 4-0 8-4   | 4-10 4-7 | 6-2 15-12 | 6-7 11-3 |
| Rouen Huskies                                              | 10-0 11-2 | 7-1 2-1   | 11-0 8-0  |           | 6-2 12-5  | 1-5 12-3 | 15-0 8-0  | 9-2 15-0 |
| Savigny Lions                                              | 6-1 10-9  | 1-2 0-13  | 4-5 1-4   | 0-10 0-2  |           | 1-4 3-8  | 6-5 4-3   | 8-5 14-4 |
| Sénart Templiers                                           | 4-1 8-3   | 3-1 9-2   | 7-5 3-1   | 0-7 1-7   | 12-2 9-8  |          | 3-10 16-3 | 13-0 8-1 |
| Stade Toulousain                                           | 5-3 8-3   | 4-0 6-1   | 5-8 1-0   | 3-8 1-6   | 1-6 6-5   | 3-6 2-9  |           | 5-3 7-1  |
| Chartres French Cubs                                       | 5-12 10-8 | 0-15 2-14 | 0-15 2-8  | 4-12 0-1  | 2-5 5-11  | 1-12 4-3 | 0-3 1-11  |          |
| - Victoire à domicile - Match nul - Victoire à l'extérieur |           |           |           |           |           |          |           |          |

Résultats issus du site de la FFBS

### Classement
| Pl. | Équipe               | J  | V  | D  | %    |
| --- | -------------------- | -- | -- | -- | ---- |
| 1   | Rouen (C)            | 28 | 27 | 1  | .964 |
| 2   | Sénart (T)           | 28 | 22 | 6  | .786 |
| 3   | Montpellier          | 28 | 15 | 13 | .536 |
| 4   | Paris UC             | 28 | 13 | 15 | .464 |
| 5   | Toulouse             | 28 | 13 | 15 | .464 |
| 6   | Savigny              | 28 | 10 | 18 | .357 |
| 7   | Beaucaire            | 28 | 8  | 20 | .286 |
| 8   | Chartres French Cubs | 28 | 4  | 24 | .143 |

| Légende : Qualifications | Légende : Qualifications                                          |
| ------------------------ | ----------------------------------------------------------------- |
|                          | Qualification pour les 1/2 finales                                |
|                          | Qualification pour les 1/4 de finale                              |
|                          | Barrage pour la relégation en 2e division                         |
|                          | (T) : Tenant du titre (C) : Vainqueur du Challenge de France 2015 |

### Statistiques individuelles
| Catégorie        | Joueur                  | Stat |
| Moyenne au bâton | Douglas Rodriguez (PUC) | .435 |
| Points produits  | Larry Infante (ROU)     | 37   |
| Coups de circuit | Larry Infante (ROU)     | 4    |
| Bases volées     | Maxime Lefèvre (ROU)    | 22   |

| Catégorie                 | Joueur                 | Stat |
| Moyenne de points mérités | Jeffrey McKenzie (ROU) | 0.44 |
| Victoires                 | Jeffrey McKenzie (ROU) | 12   |
| Retraits sur prises       | Jeffrey McKenzie (ROU) | 120  |
| Sauvetages                | Thomas Meley (MPT)     | 4    |
| Sauvetages                | Yoann Vaugelard (ROU)  | 4    |
| Sauvetages                | Pierrick Lemestre(SEN) | 4    |

## Play-off
Les six premiers de la saison régulière sont qualifiés pour les play-off. Les barrages se jouent au meilleur des trois rencontres, les autres rencontres sont au meilleur des 5 matchs. En 1/4 de finale, 3e contre 6e et 4e contre 5e. Les gagnants rencontrent en demi-finale les deux premiers de la saison régulière. Les deux vainqueurs s'affrontent pour le titre.

### 1/4 de finale
| Match | Date    | Recevant    | Visiteur    | Score |
| ----- | ------- | ----------- | ----------- | ----- |
| 1     | 29 août | Montpellier | Savigny     | 8-0   |
| 2     | 30 août | Savigny     | Montpellier | 2-10  |

| Match | Date    | Recevant | Visiteur | Score |
| ----- | ------- | -------- | -------- | ----- |
| 1     | 29 août | PUC      | Toulouse | 3-7   |
| 2     | 30 août | Toulouse | PUC      | 3-8   |
| 2     | 30 août | PUC      | Toulouse | 3-2   |

### 1/2 finales et finale
Les 1/2 finales se jouent les week-ends des 5 et 12 septembre. La finale se dispute les 19, 20, 26 et 27 septembre 2015.
| Match | Date         | Recevant    | Visiteur    | Score   |
| ----- | ------------ | ----------- | ----------- | ------- |
| 1     | 5 septembre  | Montpellier | Sénart      | 2 - 3   |
| 2     | 6 septembre  | Montpellier | Sénart      | 14 - 13 |
| 3     | 12 septembre | Sénart      | Montpellier | 1 - 4   |
| 4     | 13 septembre | Sénart      | Montpellier | 3 - 4   |

| Match | Date         | Recevant | Visiteur | Score |
| ----- | ------------ | -------- | -------- | ----- |
| 1     | 6 septembre  | PUC      | Rouen    | 5 - 7 |
| 2     | 6 septembre  | PUC      | Rouen    | 5 - 7 |
| 3     | 12 septembre | Rouen    | PUC      | 6 - 1 |

| Match | Date         | Recevant    | Visiteur    | Score |
| ----- | ------------ | ----------- | ----------- | ----- |
| 1     | 19 septembre | Montpellier | Rouen       | 4 -0  |
| 2     | 20 septembre | Montpellier | Rouen       | 0 - 3 |
| 3     | 26 septembre | Rouen       | Montpellier | 6 - 4 |
| 3     | 27 septembre | Rouen       | Montpellier | 6 - 5 |

* L'équipe avec l'avantage terrain en finale est celle qui est le mieux classée en saison régulière.

### Récompenses
Voici les joueurs récompensés à l'issue de la finale:
- MVP:
- Meilleur lanceur:
- Meilleur frappeur:

## Play-down
Les deux derniers de la saison régulière s'affrontent lors d'un match de maintien (avec l'avantage du terrain pour l'équipe ayant fini 13e), le perdant de cette confrontation rencontre (avec l'avantage du terrain) en barrage le meilleur club de Division 2. Le vainqueur de se barrage est promu ou maintenu en Division 1 et son perdant reste ou est relégué en Division 2.
Lors de la saison 2015 les Chevaliers de Beaucaire déclarent forfait pour les play-down, et sont donc relégué sans jouer (les scores de 9-0 dans le tableaux ci-dessous sont le score par défaut correspondant à un forfait).
| Match | Date        | Recevant  | Visiteur  | Score |
| ----- | ----------- | --------- | --------- | ----- |
| 1     | 29 août     | Chartres  | Beaucaire | 9 - 0 |
| 2     | 30 août     | Chartres  | Beaucaire | 9 - 0 |
| 3     | 5 septembre | Beaucaire | Chartres  | 0-9   |

| Match | Date         | Recevant         | Visiteur         | Score |
| ----- | ------------ | ---------------- | ---------------- | ----- |
| 1     | 3 septembre  | Clermont-Ferrand | Beaucaire        | 9 - 0 |
| 2     | 4 septembre  | Clermont-Ferrand | Beaucaire        | 9 - 0 |
| 3     | 10 septembre | Beaucaire        | Clermont-Ferrand | 0 - 9 |

## Classement final
| Pl. | Équipe               |
| --- | -------------------- |
| 1   | Rouen (C)            |
| 2   | Sénart (T)           |
| 3   | Montpellier          |
| 4   | Paris UC             |
| 5   | Toulouse             |
| 6   | Savigny              |
| 7   | Chartres French Cubs |
| 8   | Beaucaire            |

| Légende : Qualifications et relégations | Légende : Qualifications et relégations                                |
| --------------------------------------- | ---------------------------------------------------------------------- |
|                                         | Qualification pour la Coupe d'Europe                                   |
|                                         | Barrage de relégation en 2e division                                   |
|                                         | (T) : Tenant du titre 2014 (C) : Vainqueur du Challenge de France 2015 |